# 間宮胡桃
間宮胡桃（日语：／ Mamiya Kurumi，11月10日—），日本女性配音員。出身於滋賀縣野洲郡野洲町（現野洲市）。81 Produce所屬。身高158cm。O型血。

## 來歷
間宮胡桃畢業於滋賀縣立野洲高等學校。BAOBAB學園（現Visual Space演員訓練學校）第9期畢業。
她以前隸屬於Production BAOBAB。2004年4月1日起轉入81 Produce。

## 人物
音域：女高音。作為配音員，她主要活躍於電視動畫和外國電影的日語配音。
興趣、特長：羽毛球。

## 演出
粗體字表示主要角色。

### 電視動畫
1997年
- 妖精狩獵者II（女學生）
- 蠟筆小新（1997年—2011年，、內褲貓熊、地出陣）
- 小豬萬萬歲（小玉〈畠山玉江〉）

1998年
- 章魚燒小超人（1998年—1999年，點點）
- DT戰士（日语：DTエイトロン）（小孩）
- 秀逗博士（田島香織、幻之少女歌手）
- 炸彈人 彈珠人爆外傳（ジュニボン）

1999年
- 伊索世界（皮科）
- 大嘴鳥（1999年－2001年，聰明鳥、田中犬、顧客A）
- 快樂小丸日記（小露）
- 貓吉爾劇場（日语：ねこぢるうどん）（龐吉）
- 炸彈人 彈珠人爆外傳V（奇比貢）

2000年
- 外星人田中太郎（裕二）
- 學校怪談（宮之下敬一郎）
- 哈姆太郎（哈姆太郎）5系列[系列 1]
- ReReRe天才傻鵬（日语：レレレの天才バカボン）（直升機、企鵝獅、白鰻魚犬、旗坊鼠、警官、小孩吸塵器、小孩）

2001年
- 彗星公主☆（藤吉剛）
- 新白雪姬傳說（椎子）
- （篠原友惠）
- （富尼拉、木丸）
- 魔法少女貓（日语：魔法少女猫たると）（萬壽、餅乾）

2002年
- 我們這一家（2002年—2003年，藤野的弟弟、小孩、廣播）
- 妙妙魔法屋（CUP）
- 小小雪精靈（烏龜蘭斯洛特）
- 超重神GRAVION（2002年—2004年，亞娘）2系列
- 東京喵喵（桃香）
- 哆啦A夢 (大山羨代版)（茶茶、優毅）
- 陸上防衛隊（小大王）
- 魔法咪路咪路系列（帕比、小麥）

2003年
- 電光快車俠2（宇宙的小雞）
- 洛克人EXE AXESS（科學君）

2004年
- 御伽草子（弟）
- B傳說！戰鬥彈珠人（2004年—2005年，布兒·伯克奈恩）2系列[系列 2]）

2005年
- 玻璃假面 (2005年版)（卡茲）
- 機獸創世紀（拉·穆）
- 烘培王（少女）

2006年
- 櫻蘭高校男公關部（貓澤霧美）
- 認真地不認真的怪傑佐羅力（由美）

2007年
- Keroro軍曹（Nuii）
- 最棒！塔麻可吉！（柯栗芭老師、猴子吉）
- 地獄少女 二籠（千脇寧寧[8]）
- 守護甜心！（2007年—2010年，日奈森亞實）3系列
- 麵包超人（火焰弟弟）
- 帝托拉傳奇（普林[9]）
- 天元突破 紅蓮螺巖（那奇姆）
- 神奇寶貝不可思議迷宮 時間探險隊·黑暗探險隊（日语：ポケモン不思議のダンジョン 時の探検隊・闇の探検隊#ポケモン不思議のダンジョン 時の探検隊・闇の探検隊）（波加曼）
- 夢之玉奇談（淳）
- 新勇者萊汀（日语：REIDEEN）（達達）
- 悲慘世界 少女珂賽特（雅潔瑪）

2008年
- 花漾明星KIRARIN STAGE3（筆子）
- SCARECROWMAN THE ANIMATION（日语：スケアクロウマン）（男孩子）
- 天體戰士桑雷德（2008年—2010年，兔哥茲 等）2系列
- 諾基與朋友們（日语：ノーキーとおともだち）（諾基）
- 可愛小水滴 啊哈☆（日语：ぷるるんっ!しずくちゃん）（諾帕拉）
- 我家有個狐仙大人（莫古佐）

2009年
- 塔麻可吉！（2009年—2015年，快樂漢堡吉、柯栗芭老師）3系列
- 神奇寶貝不可思議迷宮 空之探險隊·最後的冒險（日语：ポケモン不思議のダンジョン 時の探検隊・闇の探検隊#ポケモン不思議のダンジョン 空の探検隊 時と闇をめぐる最後の冒険）（波加曼）

2010年
- 星際寶貝 ～最棒的朋友～（史丁奇老師）
- BLEACH（小孩）

2011年
- 星光少女 極光之夢（安迪）
- 47都道府犬（日语：声優バラエティー SAY!YOU!SAY!ME!#47都道府犬）（滋賀犬）

2012年
- 黑魔女學園（宮瀨雄一）
- 人類衰退之後（一斤老師）

2013年
- 李洛克的青春全力忍傳（嬰兒化的阿凱）

2014年
- ONE PIECE（2014年—2024年，雷奧[10]）

2015年
- 暗殺教室（2015年—2016年，橡果）2系列
- 卡片鬥爭!! 先導者G（2015年－2018年，時間幼龍／時間幼龍Z）4系列
- 怪盗Joker（一丸[11]）
- 靈感少女（少女靈）
- ONE PIECE 薩波特別篇 ～三兄弟的羈絆 奇跡的再會和被繼承的意志～（雷奧）

2016年
- 魔法少女育成計劃（法唯[12]）
- 魔物獵人物語 RIDE ON（琳林、伊奇比特斯）

2018年
- POP TEAM EPIC（邦塔）

2020年
- 卡片鬥爭!! 先導者 (2018年版)（時間幼龍）
- 全員惡玉（兔子[13]）

2022年
- 邪神與廚二病少女X（人馬玩偶裡面的人）

2023年
- 群馬寶寶（小賓）
- 開闊天空！光之美少女（蜜瓜）

2024年
- 吉伊卡哇（猜拳君）

2025年
- 章魚嗶的原罪（章魚嗶）

### 電影動畫
2000年
- Escaflowne（幼年時期的神崎瞳）

2001年
- 劇場版 哈姆太郎：哈姆哈姆樂園大冒險（日语：劇場版 とっとこハム太郎 ハムハムランド大冒険）（哈姆太郎）

2002年
- （李小龍）
- 6 ANGELS（日语：シックス・エンジェルズ）（林克）
- 劇場版 哈姆太郎：哈姆哈姆哈姆迦！夢幻的公主（日语：劇場版 とっとこハム太郎 ハムハムハムージャ! 幻のプリンセス）（哈姆太郎）

2003年
- 劇場版 哈姆太郎：哈姆哈姆大獎賽！極光谷的奇蹟（日语：劇場版 とっとこハム太郎 ハムハムグランプリン オーロラ谷の奇跡 リボンちゃん危機一髪!）（哈姆太郎）
- 我的妹妹小桃子（日语：もも子、かえるの歌がきこえるよ。）（倉本桃子）

2004年
- 劇場版 哈姆太郎：哈姆太郎與不可思議的圖畫本高塔（日语：劇場版 とっとこハム太郎 はむはむぱらだいちゅ! ハム太郎とふしぎのオニの絵本塔）（哈姆太郎）

2006年
- 銀髮阿基德（貝露伊[14]）

2007年
- 劇場版 寵物反斗星：DOKI DOKI！星球大暴走!?（日语：えいがでとーじょー! たまごっち ドキドキ! うちゅーのまいごっち!?）（柯栗芭老師）

2008年
- 蠟筆小新：風起雲湧的金矛勇者（銀盾〈小黑〉）

2010年
- 劇場版 神奇寶貝：幻影的霸者 索羅亞克（索羅亞）

2014年
- 劇場版 GOGO佑都（日语：ゆうとくんがいく）（Chicho）

2025年
- 愉快動物餅 THE MOVIE（日语：たべっ子どうぶつ）（小雞[15]）

### OVA
- 極速戰警eX-D（日语：エクスドライバー）（2000年，梅克）
- 哈姆太郎（2002年—2004年，哈姆太郎）4作品
- 登上那座山吧（2003年，悠紀）
- 銀河俠盜JING in Seventh Heaven2（2004年，丁子香）
- ICE（2007年，五月）
- 珍遊記 -太郎和愉快的小伙伴們-（日语：珍遊記 -太郎とゆかいな仲間たち-）（2009年，八百井、貓）

### 網路動畫
- 章魚嗶的原罪（2025年，章魚嗶[16]）

### 遊戲
1998年
- 心動一百（日语：どきどきポヤッチオ）（莉莉）

1999年
- 魔法氣泡～N（日语：ぷよぷよ〜ん）（卡班克爾（日语：カーバンクル (魔導物語)）、旁白）
- Robbit Mon Dieu（隅田昭彥）

2000年
- 勇者之光 純白的預言者（林克）
- 波波羅古洛伊斯物語II（艾雷娜·帕卡普卡）

2002年
- 塗鴉王國（日语：ラクガキ王国）（太郎）

2003年
- 激戰大富翁2 ～這次是要環遊世界一周～（日语：ガチャろく）（烏帕）
- 全民高爾夫4（普林）

2004年
- 哈姆太郎 哈姆哈姆音樂天堂啾！（哈姆太郎）

2005年
- 魔法咪路咪路 心跳回憶大恐慌

2006年
- VALHALLA KNIGHTS -英靈殿騎士-（日语：ヴァルハラナイツ）（哈比特·男）

2009年
- 雷頓教授與魔神之笛（拉古西）

2015年
- 暗殺教室 殺老師大包圍網!!（橡果）
- 波波羅古洛伊斯牧場物語（日语：ポポロクロイス牧場物語）（王女[17]）
- 悠閒神明！（大津彩羽）

2016年
- 暗殺教室 暗殺者育成計劃!!（橡果）
- 牧場物語 3座鄉村的重要朋友們（日语：牧場物語 3つの里の大切な友だち）（哈姆太郎[18]）

2022年
- 星之卡比 探索發現（艾菲靈）

2023年
- 東方幻想Eclipse（日语：東方幻想エクリプス）（琪露諾）

### 廣播劇CD
- 精靈新娘（日语：エルフの若奥様）（琵莉）
- 星空學園（黑鐵疾風）
- 來吧和我談一場戀愛系列（坂下驅）

### 外語配音

#### 電影
- 變人（7歲的阿曼達·馬丁）※影碟版、日本電視台版。
- 奶爸安親班（馬克斯·懷雅遜〈馬克斯·伯克霍爾德（英语：Max Burkholder）〉）
- 超異能夢魘（英语：In Dreams (film)） ※DVD版。
- 喬丹傳人（英语：Like Mike）（墨菲〈喬納森·利普尼基〉）
- 小小吸血鬼（英语：The Little Vampire (film)）（東尼·湯普森〈喬納森·利普尼基〉）
- 神鬼第六感（尼古拉斯·史都華〈詹姆斯·本特利（英语：James Bentley）〉）

#### 電視影集
- 史蒂芬·金之醫院凶靈（英语：Kingdom Hospital）（克莉絲塔〈珍妮弗·坎寧安〉）
- 護士當家 (第3季)

#### 動畫
- 蝙蝠俠：智勇悍將（變成小孩的蝙蝠俠）
- 下課後（玉米片〈初代〉、阿什利·昆蘭〈初代〉、同謀少年〈初代〉）
- 飛天小女警 UNDERGROUND（泡泡）

### 電影
- 天哪我的疆屍（2016年，KlockWorx（日语：クロックワークス））—驅邪疆屍／沼田疆屍的聲音

### 電視節目
- 伊卡洛斯君的歌—JAXA ～展開雙翼～ IKAROS專屬頻道
- 遊戲捉迷藏（烏糖）
- 幼兒電視台（日语：きんだーてれび）（朗讀）
- （魩仔魚的聲音）
- NORI-STAR！1、2、3！（日语：のりスタ!#のりスタ1・2・3!）（開場報數）—負責「3！」。

### 廣告、PV
- 卡拉OKUGA（日语：UGA (カラオケ)）（熊貓）
- SUNTORYDAKARA（小小童）
- 章魚嗶的原罪 上卷 PV（2022年，章魚嗶[19]）

### 其它
- 塔麻可吉！特別限量DVD（麥當勞吉、柯栗芭老師）—日本麥當勞週末限定活動景品專用DVD
- 數位漫畫《章魚嗶的原罪》（2022年，章魚嗶[20]）

## 腳註

## 外部連結
- 間宮胡桃 （日語）—81 Produce公式官網